# 바바라 타비타

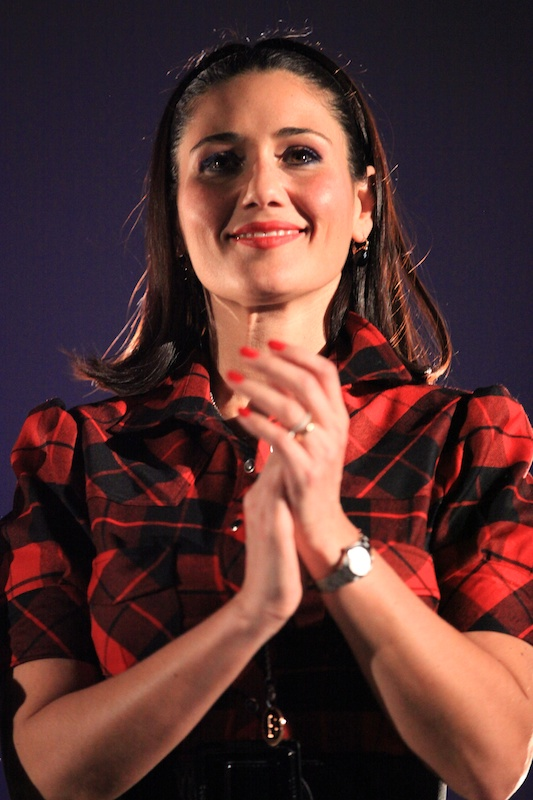

바바라 타비타(Barbara Tabita, 1975년 2월 13일 ~ )는 이탈리아의 배우, 연극 배우이다.

## 영화
- 남부의 결혼식 (2015년)
- 벨리의 아빠 (2015년)
- 이탈로 (2014년)
- 마피아는 여름에만 죽인다 (2013년) - 마리아 피아 역
- 나와 마릴린 먼로 (2009년)